# Либурны

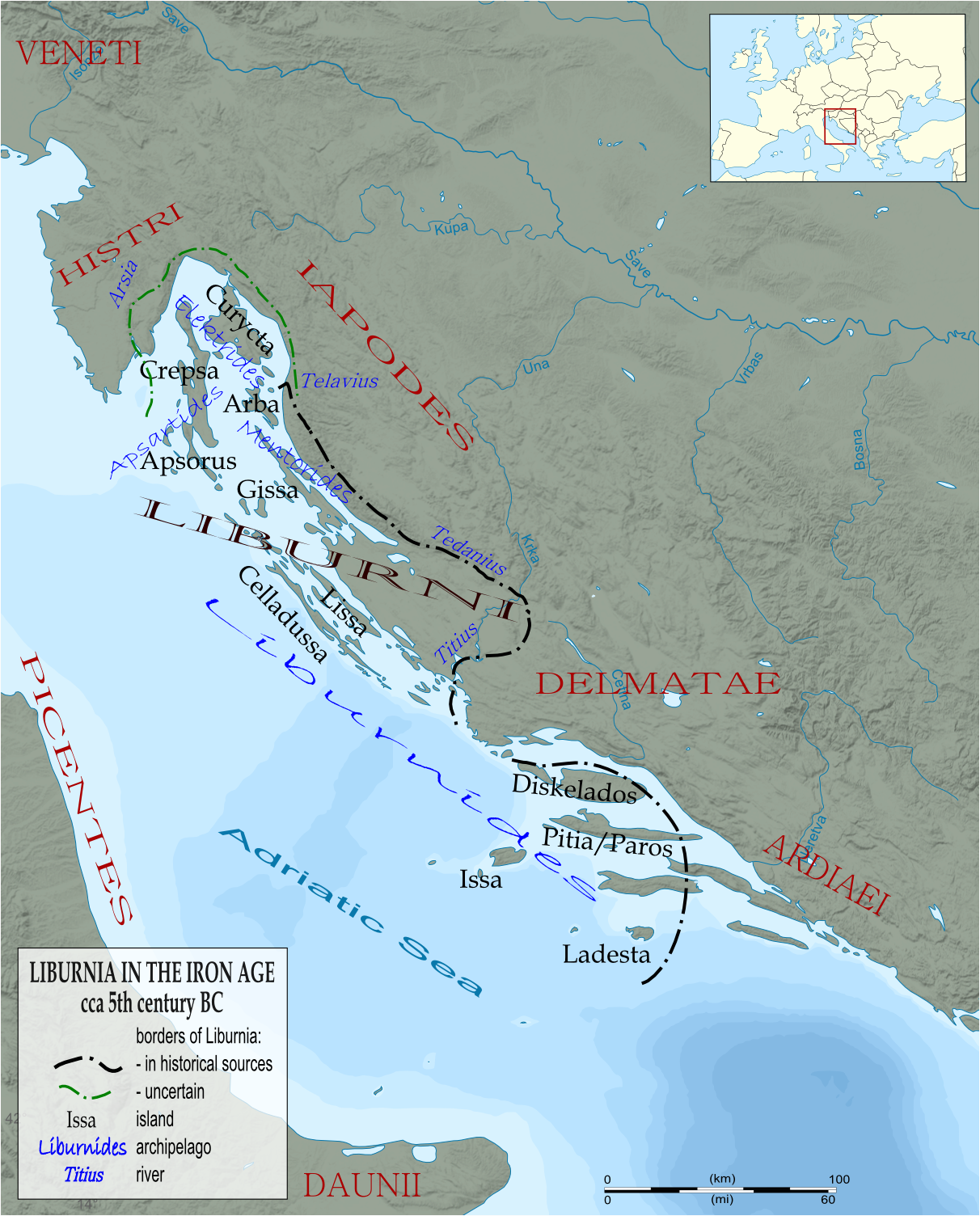
Область расселения либурнов

Железный век Италии

Либурны, также либурнцы или либурнийцы (лат. Liburni, др.-греч. Λιβυρνοί) — античный народ, возможно, родственный иллирийцам или венетам. Их область расселения находилась на восточном побережье Адриатического моря в области города Ядар (современный Задар) и простиралась от реки Крка на юге до бухты Кварнер на севере. В античные времена эта область носила название Либурния.
На юге соседствовали с далматами, на севере с венетами и истрами.
Либурнский язык известен по немногочисленным топонимам; с уверенностью можно говорить лишь о его принадлежности к индоевропейским «кентумным», с меньшей долей вероятности — о родстве с венетским.
В эпоху бронзового века на территории, примерно соответствовавшей более позднему расселению либурнов, существовала археологическая кастельерская культура.
В античный период либурны были известны как умелые мореплаватели и пираты. Они создали тип лёгкой галеры, которая в честь них получила название «либурна». Позднее либурну использовали и римляне.
С момента возникновения в Адриатике древнегреческих колоний либурны испытали греческое культурное влияние.
Во II веке до н. э. либурны попадают под влияние Рима. Во время правления Юлия Цезаря либурны потеряли автономию и были включены в состав империи. Во время гражданской войны Цезаря поддержал контингент либурнских кораблей. Либурны участвовали в паннонском восстании (9 год до н. э.), подавленном Октавианом. После этого либурнская область была включена в состав провинции Далмация.